# Schloss Salmanskirchen

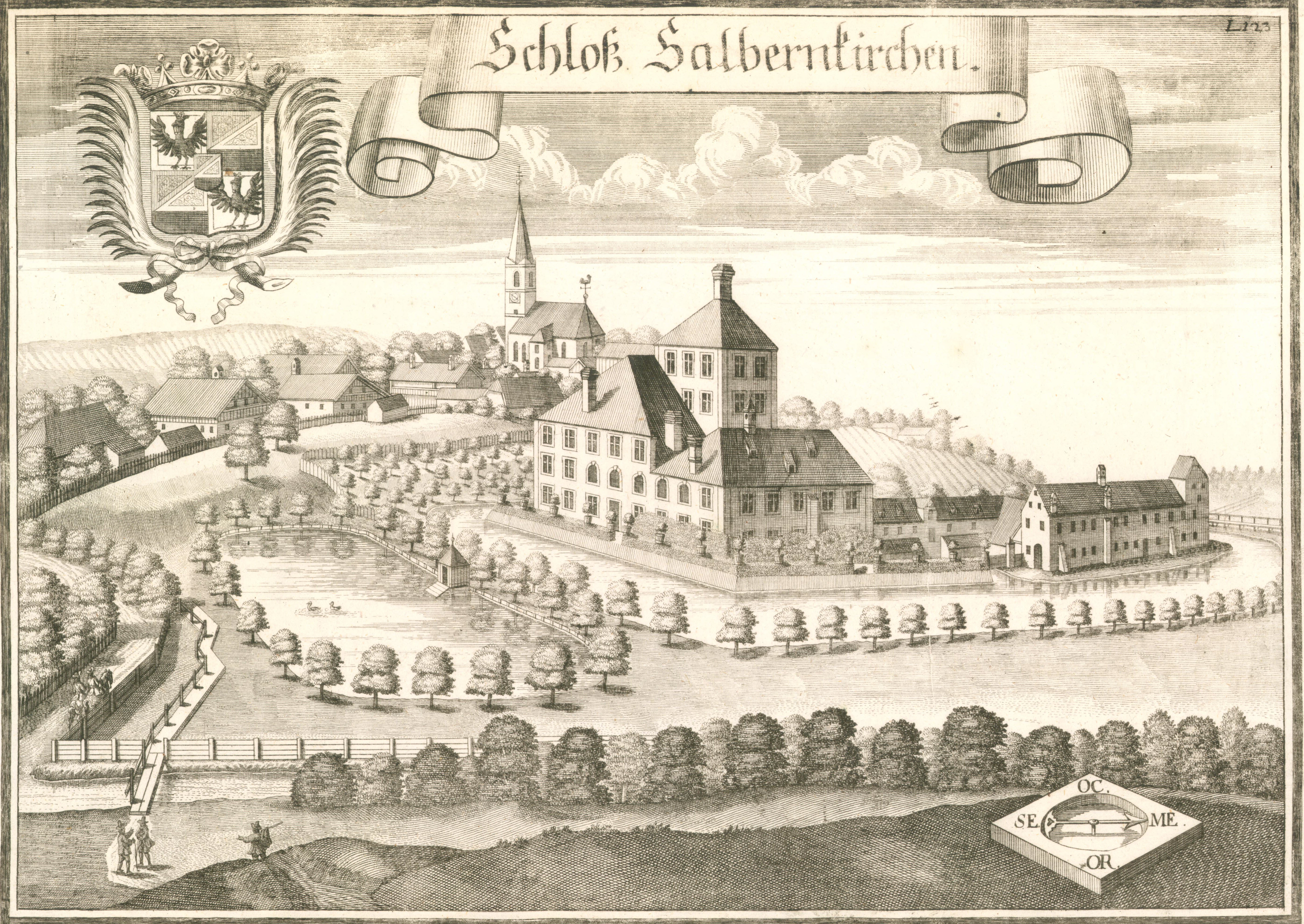
Michael Wening: Schloss der Pfaffinger zu Salmanskirchen um 1723

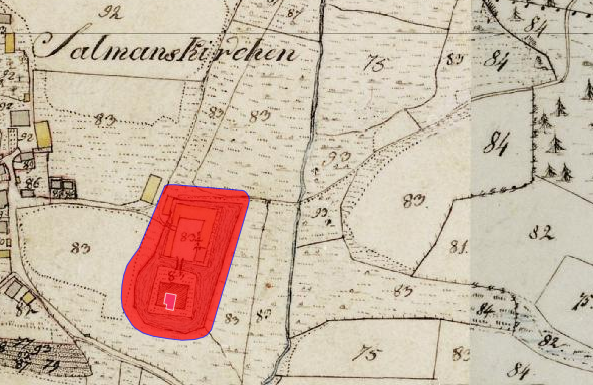
Lageplan von Schloss Salmanskirchen auf dem Urkataster von Bayern

Das abgegangene Schloss Salmanskirchen ist ein Burgstall des späten Mittelalters und der frühen Neuzeit. Er befindet sich in Salmanskirchen in der oberbayerischen Gemeinde Ampfing im Landkreis Mühldorf am Inn. Reste eines Seitenflügels und das sogenannte Obere Schloss haben sich erhalten.

## Geschichte
Erstmals erwähnt wurde Salmanskirchen um das Jahr 1166, als Henricus de Salbarnchirichen als Mittelsmann bei einer Schenkung an das Kloster Gars fungiert. 1203 beginnt mit Ritter Wernhard I., dem Frommen († 1216) gesichert die Reihe der Pfäffinger als Besitzer der offenen Hofmark Salmanskirchen.

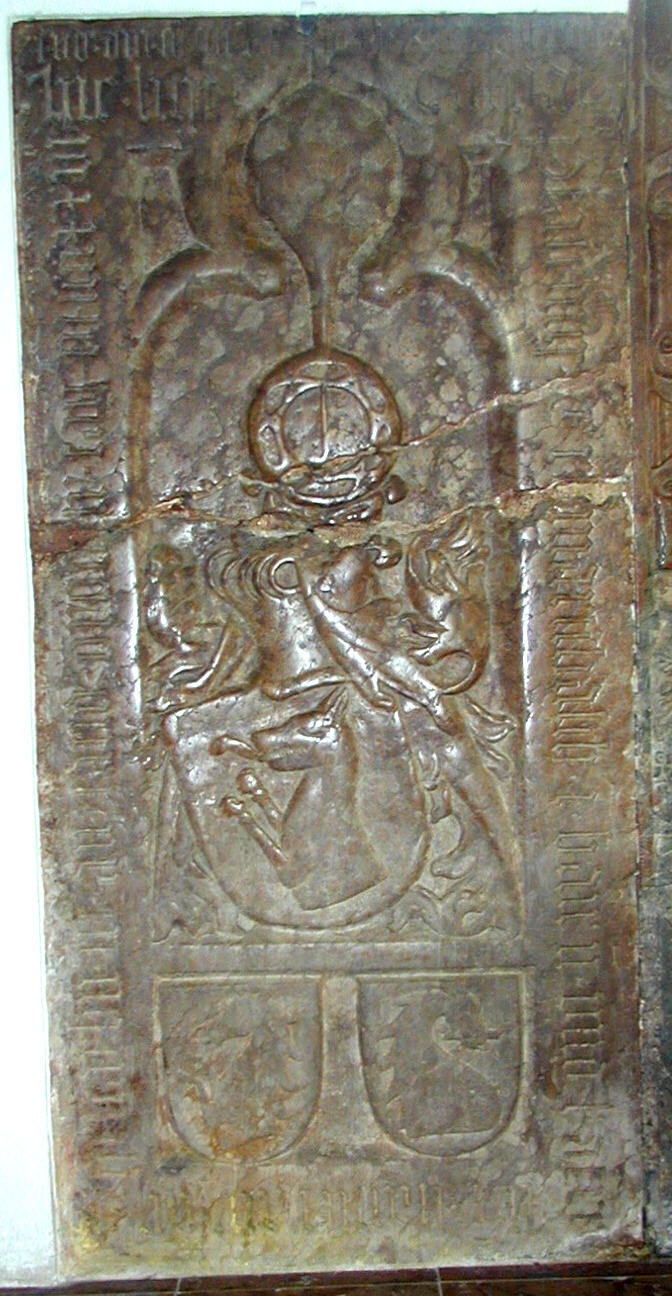
Grabstein von Genteflor Pfäffinger in der örtlichen Kirche

Das ursprüngliche Veste Haus, also ein befestigter, burgähnlicher Ansitz, stand an der Stelle des heutigen Pfarrhofs (heute als Oberes Schloss oder Benefiziatenhaus bezeichnet). Es brannte im Sommer 1463 so vollständig ab, dass nur ein Neubau in Frage kam. Der spätere bayerische Erbmarschall Genteflor Pfäffinger  (* vor 1442; † 1503) nutzte die Gelegenheit und entschied sich für einen Bauplatz für das Neue Schloss im Tal, unweit der früheren Molkerei, der eine großzügigere Anlage, einen Teich und Nebengebäude zuließ. Als Besitzer folgte ihm sein Sohn Degenhart Pfäffinger, der völlig überraschend während der Kaiserwahl Karls V. am 3. Juli 1519 bei Frankfurt am Main ohne direkten Nachfolger starb.
Hans III. von Herzheim, Sohn von Veronika, einer Schwester Genteflors, war von der neuen Lehre Luthers überzeugt gewesen. Er ließ seine Söhne lutherisch erziehen. Der ältere, Johannes Baptist, der sich Hans Jordan († 1597) nannte, erbte nach dem Tod seines Vaters die Güter. Er entließ den katholischen Benefiziaten und bestellte an seiner Stelle einen Prädikanten, also einen evangelischen Geistlichen. Diese Maßnahme musste er zwar auf Befehl Herzog Albrechts V. von Bayern wieder zurücknehmen, er und die Mehrzahl der Bewohner Salmanskirchens blieben aber der neuen Lehre treu. Hans Jordan war mit Susanna von Tauffkirchen zu Guttenberg († 1573) verheiratet.
Cuno von Herzheim (1564–1603), Hans Jordans Sohn, baute das Schloss 1581/82 um. 1640 bekam Salmanskirchen nach drei Generationen erneut einen neuen Hofmarksherrn. Schloss, Besitz und Hofmark fielen durch Erbgang an Freiherr Hochprant von Tauffkirchen. Maria Anna Gräfin von Tauffkirchen zu Guttenburg und Klebing, seine Enkelin und Ehefrau von Franz Maximilian Hund Freiherr auf Lautterbach und Eidlsrieth, erbte 1697 Salmanskirchen, behielt es aber nur kurz und verkaufte es an die Familie Neuhaus auf Zangenberg. Michael Wenings Stich zeigt dieses Gebäude zu ihrer Zeit, zu dem auch eine der Heiligen Dreifaltigkeit geweihte Kapelle gehörte.
1807 starb die Familie Neuhaus auf Zangenberg aus, worauf noch einmal kurz die Grafen von Tauffkirchen Besitzer wurden. Franz Graf von Deroy, der das nahe gelegene Thronlehen Zangberg 1818 um 380.000 Gulden erworben hatte, errichtete am 3. Juni 1820 das Patrimonialgericht II. Klasse Zangberg, zu dem neben den Gebieten der ehemaligen Hofmarken Zangberg, Hauzenbergersöll, Binabiburg, Vatersham, Oberbergkirchen und Wurmsham auch Salmanskirchen gehörte. Schloss und Kapelle in  Salmanskirchen wurden um 1825 weitgehend abgerissen. Das Patrimonialgericht Zangberg wurde als Folge der Revolution 1848 aufgelöst.

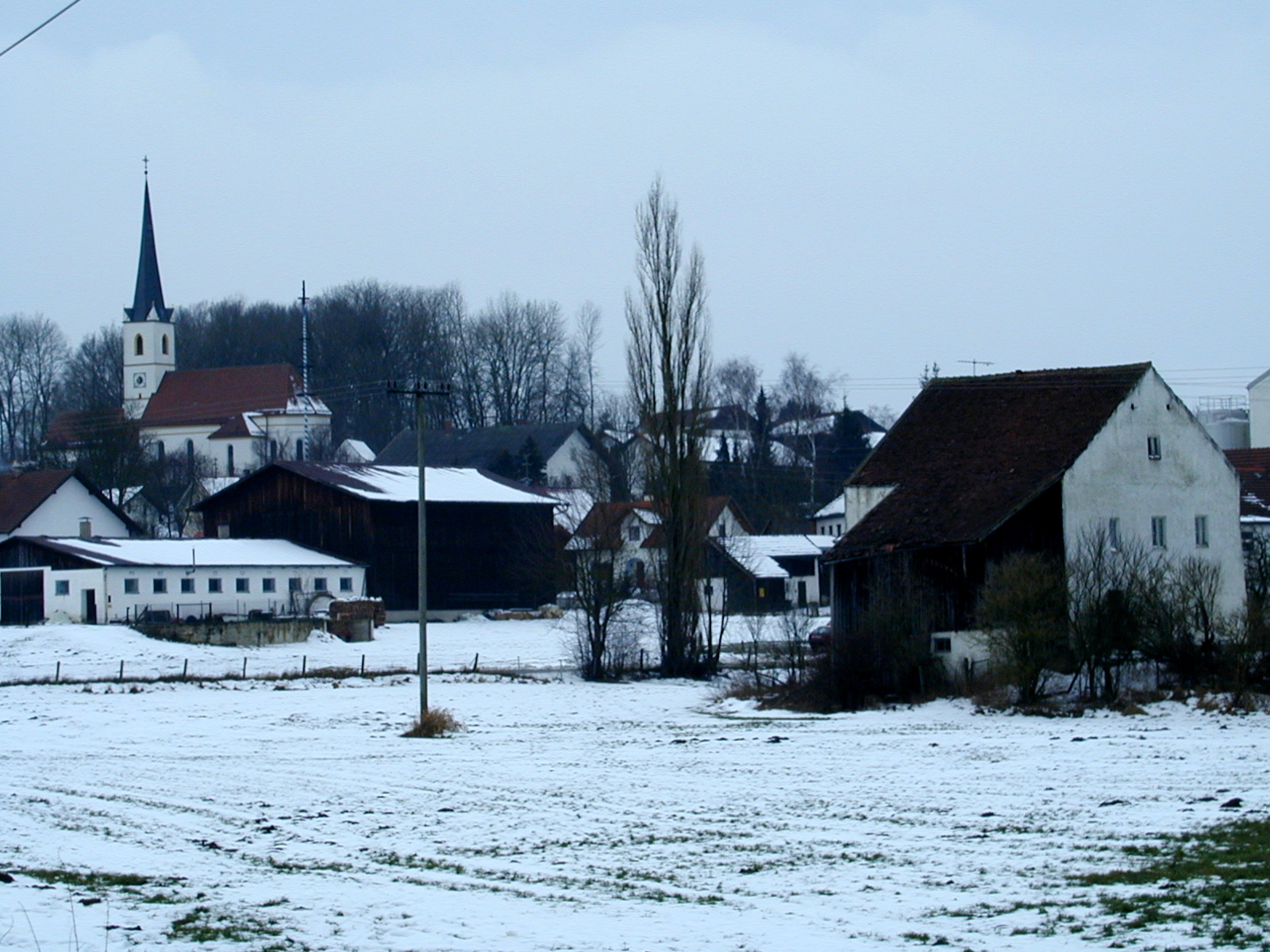
Schloßhäusel, der verbliebene Rest des Schlosses

## Erhaltene Reste
Laut bayerischer Denkmalliste sind folgende Reste der beiden Schlösser erhalten:
- Ehem. Benefiziatenhaus: sog. Oberes Schloss, jetzt Pfarrhaus, zweigeschossiger barocker Satteldachbau mit Fensterrahmungen und profiliertem Trauf- und Giebelgesims, 18. Jahrhundert, auf baulicher Grundlage des 16./17. Jahrhunderts.
- Schloßhäusel: Wohnhaus, Rest eines Flügels des ehemaligen Schlosses Salmanskirchen, zweigeschossiger Satteldachbau auf künstlicher Erhebung, wohl 17. Jahrhundert.

Die Anlage wird auch als Bodendenkmal unter der Aktennummer D-1-7740-0184 im Bayernatlas als „Burgstall des späten Mittelalters und der frühen Neuzeit ("Schloss Salmanskirchen")“ geführt.